# Jacques Foschia
Jacques Foschia (* August 1960) ist ein belgischer Improvisationsmusiker (Klarinette, Bassklarinette, Elektronik).

## Leben und Wirken
Foschia ist ein klassisch ausgebildeter Musiker: zum Studienabschluss gewann er den ersten Preis für Klarinette am Conservatoire Royale de Mons in Belgien; auch erhielt er das Ehrendiplom der Accademia Chigiana in Siena. Dann absolvierte er ein Aufbaustudium am Rotterdams Conservatorium.
Er arbeitete zunächst als Interpret im Bereich der klassischen und neuen Musik als Mitglied verschiedener Sinfonie- und Kammerorchester. Ab den späten 1990er-Jahren arbeitete er in der europäischen Improvisationsszene; u. a. arbeitete er im Bereich der Improvisationsmusik und Tanz mit dem Bassisten Barre Phillips zusammen. 1999 legte er ein erstes Soloalbum im Eigenverlag vor, Radio Griffe. Ab 2000 war er Mitglied im London Improvisers Orchestra. In der Londoner Improvisationsszene spielte er ferner mit den Bohman Brothers, Robert Jarvis, Lawrence Casserley, David Leahy, Tony Marsh und David Thucker. Ab Mitte der 2000er-Jahre spielte er in der deutsch-belgischen Formation Canaries on the Pole (mit Christoph Irmer, Georg Wissel, Mike Goyvaerts), mit der er zwei Alben vorlegte. Außerdem spielte er mit 2005 bis 2007 entstand Material für ein weiteres Soloalbum, Clair Obscur, das bei Creative Sources erschien. Nach Angaben des Diskografen Tom Lord war er zwischen 2000 und 2007 an zwölf Aufnahmesessions beteiligt.
Foschia war des Weiteren als Produzent von Rundfunk-Musik für Sender wie Kunstradio ORF, Radia FM und Silenceradio tätig; mehrere Jahre arbeitete er mit dem japanischen Philosophen, Aktivisten und Rundfunk-Künstler Tetsuo Kogawa zusammen. Ferner war er Mitbegründer der Experimentalgruppe La brocante sonore.

## Diskographische Hinweise
- Canaries on the Pole (Free Elephant, 2005)
- Canaries on the Pole: #2 (Creative Sources, 2008)
- Canaries on the Pole: It Isn’t Really What It’s like (Acheulian Handaxe, 2023)